# Hrabstwo Los Angeles

Piramida wieku hrabstwa

Hrabstwo Los Angeles (ang. Los Angeles County) – hrabstwo w stanie Kalifornia w Stanach Zjednoczonych. Jest najbardziej zaludnionym hrabstwem w tym kraju. Według danych United States Census Bureau z roku 2009 populacja wynosiła 9 848 011 mieszkańców, podczas gdy cały stan Kalifornia miał 36 961 664 ludności. Hrabstwo powstało w 1850, a jego siedzibą administracyjną jest miasto Los Angeles.

## Miasta i Społeczności[5]
Los Angeles jako pierwsze z 88 miast hrabstwa zostało założone w 1850, natomiast jakie ostatnie w 1991 założone zostało Malibu.
Lista miast:
- Aguora Hills
- Alahambra
- Arcadia
- Artesia
- Avalon
- Azusa
- Baldwin Park
- Bell
- Bellflower
- Bell Gardens
- Beverly Hills
- Bradbury
- Burbank
- Calabasas
- Carson
- Cerritos
- Commerce
- Compton
- Covina
- Cudahy
- Culver City
- Diamond Bar
- Downey
- Duarte
- El Monte
- El Segundo
- Gardena
- Glendale
- Glendora
- Hawaiian Gardens
- Hawthorne
- Hermosa Beach
- Hidden Hills
- Huntington Park
- Industry
- Inglewood
- Irwindale
- La Cañada Flintridge
- La Habra Heights
- Lakewood
- La Mirada
- Lancaster
- La Puente
- La Verne
- Lawndale
- Lomita
- Long Beach
- Los Angeles
- Lynwood
- Malibu
- Manhattan Beach
- Maywood
- Monrovia
- Montebello
- Monterey Park
- Norwalk
- Palmdale
- Palos Verdes Estates
- Paramount
- Pasadena
- Pico Rivera
- Pomona
- Rancho Palos Verdes
- Redondo Beach
- Rolling Hills
- Rolling Hills Estates
- Rosemead
- San Dimas
- San Fernando
- San Gabriel
- San Marino
- Santa Clarita
- Santa Fe Springs
- Santa Monica
- Sierra Madre
- Signal Hill
- South El Monte
- South Gate
- South Pasadena
- Temple City
- Torrance
- Vernon
- Walnut
- West Covina
- West Hollywood
- Westlake Village
- Whittier

Społeczności i obszary niemunicypalne
Szacuje się że ponad 65% powierzchni Hrabstwa, co przekłada się na około 6,872km² (2,653mi²) zajmują obszary niemunicypalne. Większość ze 120-125 tych obszarów znajduje się w północnej części Hrabstwa i zamieszkuje je ponad 1 milion mieszkańców. 
Warto zaznaczyć że w samych granicach miasta Los Angeles znajduje się 140 różnych społeczności wchodzących w jego skład.

## CDP
- Acton
- Agua Dulce
- Alondra Park
- Altadena
- Avocado Heights
- Castaic
- Charter Oak
- Citrus
- Del Aire
- Desert View Highlands
- East Los Angeles
- East Pasadena
- East Rancho Dominguez
- East San Gabriel
- East Whittier
- Elizabeth Lake
- Florence-Graham
- Green Valley
- Hacienda Heights
- Hasley Canyon
- La Crescenta-Montrose
- Ladera Heights
- Lake Hughes
- Lake Los Angeles
- Lennox
- Leona Valley
- Littlerock
- Marina del Rey
- Mayflower Village
- North El Monte
- Quartz Hill
- Rose Hills
- Rowland Heights
- San Pasqual
- South Monrovia Island
- South San Gabriel
- South San Jose Hills
- South Whittier
- Stevenson Ranch
- Sun Village
- Topanga
- Val Verde
- Valinda
- View Park-Windsor Hills
- Vincent
- Walnut Park
- West Athens
- West Carson
- West Rancho Dominguez
- West Puente Valley
- West Whittier-Los Nietos
- Westmont
- Willowbrook

## Prawo, polityka
Hrabstwem zarządza Rada Nadzorcza Hrabstwa Los Angeles (Los Angeles County Board of Supervisors), w skład której wchodzi 5 członków. Rada Nadzorcza posiada władzę ustawodawczą, wykonawczą i sądowniczą.
Władzę wykonawczą sprawują też departamenty, które również podlegają Radzie. Bardziej znane departamenty hrabstwa Los Angeles to:
- Departament Plaż i Portów hrabstwa Los Angeles
- Departament ds. Dzieci i Rodziny hrabstwa Los Angeles
- Departament Straży Pożarnej hrabstwa Los Angeles
- Departament Zdrowia hrabstwa Los Angeles
- Departament Parków i Rekreacji hrabstwa Los Angeles
- Departament Usług Socjalnych hrabstwa Los Angeles
- Departament Prac Publicznych hrabstwa Los Angeles
- Prokurator Okręgowy hrabstwa Los Angeles
- Muzeum Sztuki hrabstwa Los Angeles
- Obrońca Publiczny hrabstwa Los Angeles
- Biblioteka Publiczna hrabstwa Los Angeles
- Departament Szeryfa hrabstwa Los Angeles

## Transport

### Lotniska i porty
Głównym lotniskiem w hrabstwie jest Port lotniczy Los Angeles. Innymi, ważnymi lotniskami są Port lotniczy Long Beach, Port Lotniczy Bob Hope oraz Lokalny port lotniczy LA/Palmdale.
Pozostałe, mniejsze lotniska znajdują się w Van Nuys, Santa Monica, Compton, Torrance, El Monte, Pacoima, Lancaster i Hawthorne.
Głównymi portami hrabstwa są Port of Los Angeles oraz Port of Long Beach. W sumie obsługują one jedną czwartą towarowego transportu morskiego w USA. Port of Los Angeles jest ponadto największym portem pasażerskim na Zachodnim Wybrzeżu, przewożącym blisko jeden milion pasażerów rocznie.

### Kolej
Do połączeń kolejowych hrabstwa należą:
- Pacific Surfliner (Los Angeles – Santa Barbara - San Luis Obispo - San Diego)
- Coast Starlight (Los Angeles – Seattle)
- Southwest Chief (Los Angeles – Chicago)
- Sunset Limited (Los Angeles – Nowy Orlean - Orlando)

### Drogi
W hrabstwie znajduje się bardzo duża i złożona sieć dróg, które są utrzymywane przez lokalne rządy miejskie. Autostrady są utrzymywane przez California Department of Transportation i patrolowane przez California Highway Patrol. Pomimo dużej złożoności, drogi i autostrady w hrabstwie plasują się w pierwszej dziesiątce najbardziej zakorkowanych w USA.

#### Główne drogi
| - Autostrada międzystanowa nr 5 - Autostrada międzystanowa nr 105 - Autostrada międzystanowa nr 405 - Autostrada międzystanowa nr 605 - Autostrada międzystanowa nr 10 - Autostrada międzystanowa nr 110 - Autostrada międzystanowa nr 210 - Autostrada międzystanowa nr 710 - U.S. Route 101 - State Route 1 - State Route 2 - State Route 14 | - State Route 18 - State Route 19 - State Route 22 - State Route 23 - State Route 27 - State Route 39 - State Route 47 - State Route 57 - State Route 60 - State Route 66 - State Route 71 - State Route 72 | - State Route 90 - State Route 91 - State Route 103 - State Route 107 - State Route 110 - State Route 118 - State Route 126 - State Route 134 - State Route 138 - State Route 170 - State Route 187 - State Route 210 - State Route 213 |

## Demografia
Według spisu z roku 2000, hrabstwo zamieszkuje 9 519 338 osób, które tworzą 3 133 774 gospodarstwa domowe oraz 2 137 233 rodzin. Gęstość zaludnienia wynosi 905 osób/km². Na terenie hrabstwa znajduje się 3 270 909 budynków mieszkalnych tj. 311 budynków/km². 48,71% ludności hrabstwa to ludzie biali, 9,78% to czarni, 0,81% rdzenni Amerykanie, 11,95% Azjaci, 0,28% mieszkańcy z wysp Pacyfiku, 23,53% ludność innych ras, 4,94% ludność wywodząca się z dwóch lub większej liczby ras, 44,56% to osoby hiszpańskojęzyczne lub Latynosi. 45,87% populacji jako podstawowym posługuje się językiem angielskim, 37,89% hiszpańskim, 2,22% językiem tagalog, 1,98% chińskim, 1,87% koreańskim a 1,57% ormiańskim.
W hrabstwie znajduje się 3 133 774 gospodarstw domowych, z czego w 36,80% z nich znajdują się dzieci poniżej 18 roku życia. 47,6% gospodarstw domowych tworzą małżeństwa. 14,7% stanowią niezamężne kobiety, a 31,8% to nie rodziny. 24,6% wszystkich gospodarstw to gospodarstwa jednoosobowe. W 7,1% znajdują się samotne osoby powyżej 65 roku życia. Średnia wielkość gospodarstwa domowego wynosi 2,98 osoby, a średnia wielkość rodziny to 3,61 osoby.
Wśród mieszkańców hrabstwa 28,0% stanowią osoby poniżej 18 lat, 10,3% osoby z przedziału wiekowego 18-24 lat, 32,6% osoby w wieku od 25 do 44 lat, 19.4% w wieku 45-64 lat i 9.7% osoby, które mają 65 lub więcej lat. Średni wiek wynosi 32 lata. Na każde 100 kobiet przypada 97,7 mężczyzn, a na każde 100 kobiet mających lat 18 lub więcej przypada 95,5 mężczyzn.
Średni roczny dochód w hrabstwie dla gospodarstwa domowego wynosi 42 189 $ a średni roczny dochód dla rodziny to 46 452 $. Średni dochód mężczyzny to 36 299 $, kobiety 30 981 $. Średni roczny dochód na osobę wynosi 20 683 $. 14,4% rodzin i 17,9% mieszkańców hrabstwa żyje poniżej minimum socjalnego, z czego 24,2% to osoby poniżej 18 lat a 10,5% to osoby powyżej 65 roku życia.

## Gospodarka
Hrabstwo Los Angeles jest mocno związane z przemysłem rozrywkowym; wszystkie sześć głównych studiów filmowych - Paramount Pictures, 20th Century Fox, Sony, Warner Bros, Universal Pictures i Walt Disney Pictures – mieszczą się na terenie hrabstwa. Poza produkcją filmów, programów telewizyjnych innymi głównymi branżami Hrabstwa Los Angeles są handel międzynarodowy obsługiwany przez porty morskie w Los Angeles i w Long Beach, nagrywanie utworów muzycznych, produkcja i przemysł lotniczy oraz profesjonalne usługi w zakresie prawa i medycyny.
Następujące firmy mają siedziby w Hrabstwie Los Angeles
| - Cerritos - CareMore - Isuzu Motors America - Memorex - RazorUSA - La Mirada - Makita | - Monrovia - Trader Joe's - Palmdale - Delta Scientific - Santa Clarita - Princess Cruise Lines - Honda Racing | - Torrance - American Honda Motor Co. - Toyota Motor Sales U.S.A. Inc. - Westlake Village - Dole Food Company - Obszary niemunicypalne - ICANN (Marina del Rey) |